# Дейв Матюс
Дейв Матюс (на английски: David John Matthews, Дейвид Джон Матюс, роден на 9 януари 1967 в Йоханесбург, Южна Африка) е солист, композитор и китарист. Заедно с китариста Тим Рейнолдс и други приятели сформират групата „Dave Matthews Band“.
Като цяло периодът 1991 – 2003 минава с фокус върху авторството на песни и изпълнението им с Деюв Матюс Бенд, която стартира през 1991 г. в Чарлътсвил, Вирджиния. Оттогава прави няколко самостоятелни изпълнения и има други ангажименти в звукозаписна среда. От 2000 до 2010 година е най-печелившият състав в Северна Америка, отчетено на базата на билети и приходи от дейността си. Последният албум на групата е Away from the World от 2012 година, с който става първата група с шест последователни студийни албума, дебютирали като номер 1 в билбордските класации.
Освен с музика, Матюс има няколко роли в киното. Има две награди Грами: за „Най-добър рок вокално изпълнение на дует или група“ – за So Much to Say, и едно от 2004 година за „Най-добро мъжко рок вокално изпълнение“ за Gravedigger.

## Живот
Дейв Матюс е роден в най-големия град на ЮАР Йоханесбург. На две годишна възраст със семейството си се мести в Уестчестър (Ню Йорк). Баща му работи като физик при фирмата IBM. В началото на 70-те заминават за Кеймбридж, преди отново да се върнат в Ню Йорк. 1980 семейството се мести в р. Южна Африка. В началото на 1991 сформира „Dave Matthews Band“ и групата продължава участията си до днешни дни.
Матюс и жена му Ашли имат две дъщери близначки и живеят в Сиатъл, Вашингтон.

## Дискография
- Live at Luther College (CD, 1999), с Тим Рейнолдс
- Some Devil (CD, 2003)
- Live Bonnaroo (CD, 2004), Дейв Матюс и приятели
- Live at Radio City Music Hall (CD/DVD, 2007), с Тим Рейнолдс